# Földházi Zsófia
Földházi Zsófia (Budapest, 1993. június 9. –) világ- és Európa-bajnok öttusázó.

## Sportpályafutása
Ötévesen kezdett sportolni úszóként. 2003-tól öttusázik. Sokáig az úszást és az öttusázást egymás mellett űzte.
2008-ban az ifjúsági háromtusa Európa-bajnokságon egyéniben és csapatban és váltóban is első lett. A 2009-es négytusa világbajnokságon az egyéni és csapat aranyérmet is megszerezte. Az ifjúsági Európa-bajnokságon csapatban és váltóban lett első. Októberben kvalifikálta magát az ifjúsági olimpiára. 2010-ben a ifi Európa-bajnokságon váltóban arany-, egyéniben ezüst-, csapatban bronzérmet szerzett. Az ifi világbajnokságon egyéniben első, váltóban második, csapatban harmadik lett. Az ifjúsági olimpiára úszásban és öttusában is kvalifikálta magát. Ekkor lett a fő sportága az öttusa. A 2010. évi nyári ifjúsági olimpiai játékokon egyéniben ezüstérmes, vegyes váltóban Alekszandr Bjirukkal negyedik lett. A 2011-es ifi négytusa Eb-n egyéniben és csapatban aranyérmes volt. Az ifi világbajnokságon egyéniben harmadik, csapatban és váltóban negyedik lett. A junior Európa-bajnokságon csapatban első, egyéniben nyolcadik, váltóban második, vegyes váltóban kilencedik helyezést ért el. A junior világbajnokságon egyéniben 16., csapatban és váltóban harmadik lett. 2012-ben a junior Eb-n sérülés miatt nem indult. A felnőtt Európa-bajnokságon 29. lett.

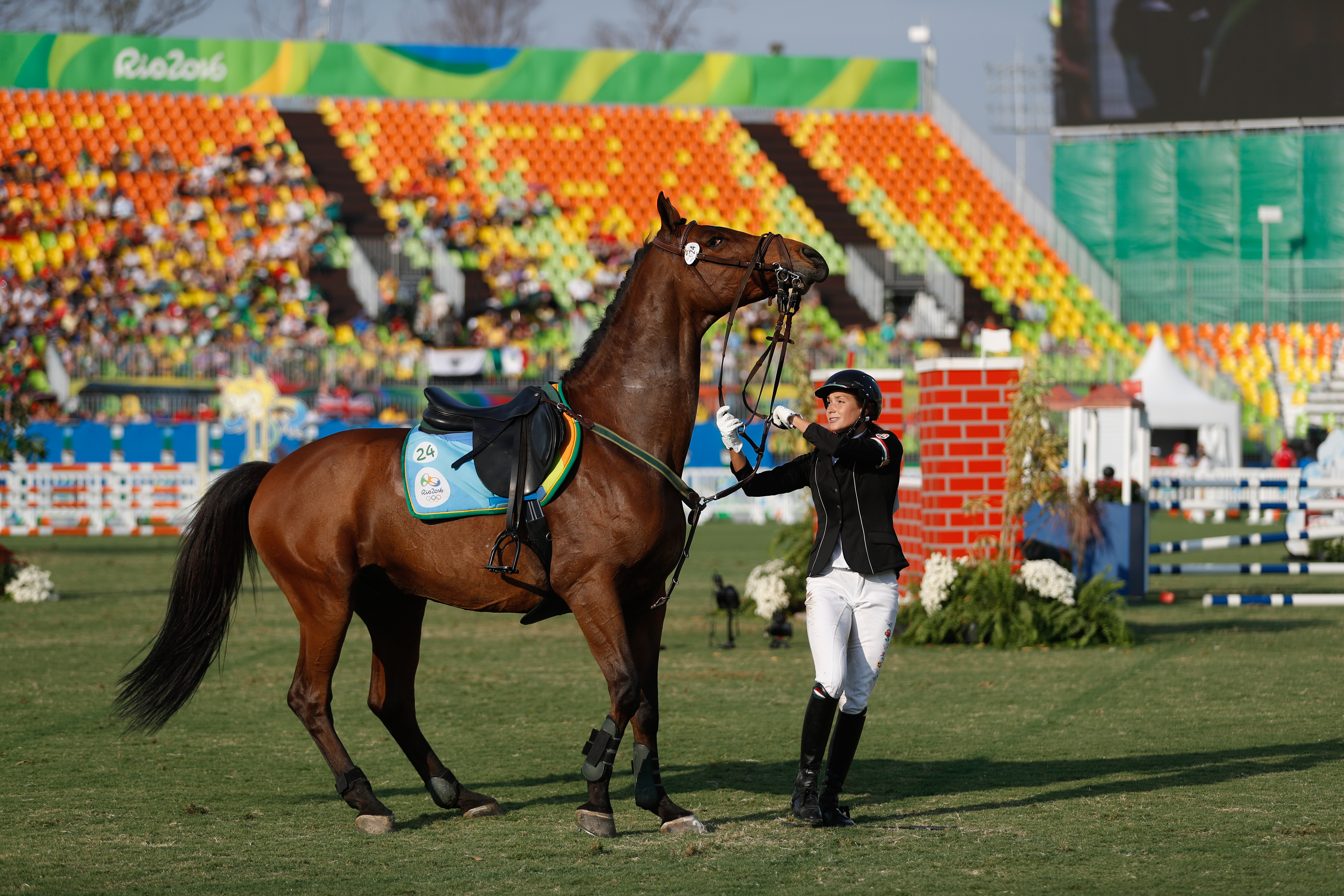
Földházy Zsófia bukása lovaglás közben a riói olimpián

2013-ban egyéni Európa-bajnokságot nyert. Csapatban negyedik helyen végzett. A junior világbajnokságon egyéniben első, csapatban nyolcadik lett. A világbajnokságon 24. helyezést szerzett egyéniben, hetediket csapatban. Váltóban ezüstérmes volt. 2014-ben megvédte a junior világbajnoki címét. A 2014-es Európa-bajnokságot betegsége miatt kihagyta. A világbajnokságon a vívás közben térdsérülést szenvedett és visszalépett. Ezt követően műteni kellett a térdét. A 2015-ös világbajnokságon egyéniben 13., csapatban bronzérmes lett. Az Európa-bajnokságon egyéniben 17., csapatban ötödik helyen végzett. 2016-ban az világkupa döntőjében második helyen zárt. A világbajnokságon egyéniben nyolcadik, csapatban első helyezett volt. A júniusi országos bajnokságon megsérült, ezért az Eb szereplésről lemondott. Az olimpián a 27. helyen végzett.
A 2017-es kairói világbajnokságon csapatban arany-, egyéniben ezüstérmet szerzett.
A 2018-as székesfehérvári Európa-bajnokságon csapatban aranyérmet szerzett, csakúgy mint a mexikóvárosi világbajnokságon.
2019 márciusában az UTE-ba igazolt. A 2019-es Európa-bajnokságon egyéniben nem került döntőbe és az egész szezonját megnehezítő sérülése is hátráltatta a versenyzésben. Augusztus végén egy edzésen eltörte a bokáját, így nem indulhatott az olimpiai kvalifikációs világbajnokságon.
2021 augusztus végén bejelentette a visszavonulását.

## Díjai, elismerései
- Az év magyar öttusázója (2012, 2017[38])
- Az év legjobb utánpótlás korú sportolója (Hérakész) (2013)
- Az év legjobb utánpótlás korú sportolója választás: harmadik helyezett (Hérakész) (2014)